# Миктлансиуатль
Миктлансиуатль (исп. Mictlancihuatl) — супруга Миктлантекутли, которая правила вместе с ним в девятой преисподней Миктлана. Изображалась в виде скелета или женщины с черепом вместо головы; была наряжена в юбку из гремучих змей, являющихся одновременно существами как верхнего, так и нижнего мира.
Её почитание в какой-то мере сохранилось в современном мире в форме почитания Святой Смерти на мексиканском Дне Мёртвых (Día de Muertos). Во времена ацтеков подобное празднество, посвящённое мёртвым, проходило в середине лета, в месяц Miccailhuitontli (24 июля — 12 августа).